# کلاوس شولتز
کلاوس شولتز (به انگلیسی: Klaus Schulze)؛ زادهٔ ۴ اوت ۱۹۴۷ – ۲۶ آوریل ۲۰۲۲) آهنگ‌ساز و نوازنده گیتار، درامز، کیبورد و عضو سابق گروه‌های تنجرین دریم* و اش را تمپل* بود.
شولتزه که با نام مستعار ریچارد وانفراید نیز شناخته می‌شد زادهٔ ۴ آگوست ۱۹۴۷ در برلین آلمان است. او تابه‌حال بیش از ۴۰ آلبوم شخصی منتشر کرده‌است.

## تاریخچه

### دهه ۱۹۷۰
در سال ۱۹۷۰، کلاوس شولتز که به عنوان نوازنده درامز به همراه ادگار فروسه* و کنراد شنیتزلر* در گروه تنجرین دریم بود، پس از انتشار اولین آلبوم گروه با نام «الکترونیک مدیتیشن»*، گروه را ترک کرد و به همراه مانوئل گوتشنیگ * گروه اش را تمپل را تشکیل داد. اما او پس از انتشار اولین آلبوم، این گروه را نیز ترک کرد تا به صورت انفرادی به آهنگسازی بپردازد.
شولتز اولین آلبوم انفرادی خود را در سال ۱۹۷۲ تحت عنوان «ایرلیشت» * منتشر کرد. در این آلبوم او از ارگ و صدای ضبط و فیلتر شدهٔ یک ارکستر -به طوری که قابل تشخیص نیست- بهره جست. آلبوم بعدی او «سایبرگ» * نام داشت که بسیار شبیه اولین آلبوم اوست، ولی اینبار او از سینت سایزر ای ام اس سینتی آ* نیز استفاده کرد.
آثار او از این مقطع بسیار پیشرو و متعالی شد. از مهم‌ترین آلبوم‌های او می‌توان به «سحرگاه ماه» * در سال ۱۹۷۶ (اولین آلبومی که در آن، شولتز از سینت سایزر موگ مدولار * استفاده کرد)، «سراب»* در سال ۱۹۷۷ و «شن روان» * در سال ۱۹۷۹ (با همکاری آرتور براون * به عنوان خواننده در آهنگ «سایه‌های جهالت» *) اشاره کرد. او همچنین در سال ۱۹۷۶ به گروه آهنگساز و نوازنده پرکاشن ژاپنی، سومو یاماشتا * پیوست. (در این گروه نوازنده‌های دیگری نیز از جمله مایکل شرایو*، استیو وین وود * و ال دی مئولا * حضور داشتند)
در موسیقی شولتز، بیشتر از هر موسیقیدان الکترونیک دیگری در آن عصر، صداهای آلی شنیده می‌شود، حتی هنگامی که از سازهای غیر الکترونیکی استفاده می‌کند، مانند گیتار آکوستیک و صدای خواننده مرد در آلبوم "رقص سیاه" * یا ویولن سل در آلبوم‌های "شن روان" و "ترنسفر" * در سال ۱۹۸۱. او صدای سینت سایزر مینی موگ * را در آهنگ‌های خود به گونه‌ای توسعه داد که به صدای گیتار الکتریک شبیه می‌شد، که این صدا به صدای تأثیرگذاری در اجراهای زنده و آلبوم‌های استودیویی او تبدیل شد. در سال ۱۹۷۸ آلبوم "X" را منتشر کرد (نام آلبوم بیانگر دهمین آلبوم او نیز هست)، آلبومی که به اشخاص مهمی ارجاع داده شده‌است. از جمله: فردریش نیچه، لودویک دوم باواریا و ویلهلم فریدمن باخ. در سال ۱۹۷۹ او نام مستعار ریچارد وانفرید را نیز برای خود برگزید که بیانگر علاقه او به موسیقیدان آلمانی ویلهلم ریچارد واگنر است.

### دهه ۱۹۸۰
در این دهه او از سازهای آنالوگ دور شد و به سازهای دیجیتال روی آورد و کمتر از دهه قبل به تجربه گرایی پرداخت. گرچه نشانه‌های این تغییرات در آلبوم «این را حفر کن» * که در سال ۱۹۸۰ منتشر شد به چشم می‌خورد، اما با انتشار آلبوم «ترنسفر» بود که در آهنگسازی او فراگیر شد. این آلبوم متکی بر تکنیک سیکوانسینگ * بود که نتیجه آن اوج گرفتن‌های متناوب و پایان ناپذیر است. این سبک جدید در آلبوم «آودنتیتی» * به شکل متعالی خود شنیده می‌شود (بخصوص در دو آهنگ اول آلبوم). این روند در سال ۱۹۸۴ با آلبوم «بیم»* که برای موسیقی متن فیلمی به همین نام، به کارگردانی جرالد کارگل * ساخته شد، ادامه یافت. در این آلبوم شولتز از صداهای خشن دوری ورزید و بر پایه سیکونسر *، صداهایی بیشتر شبیه صداهای آلی سال‌های اولیه فعالیت خود، تولید کرد.

### دهه ۱۹۹۰
در دهه ۱۹۹۰ کلاوس شولتز به سمپلینگ * روی آورد و از صداهای از پیش ضبط شده، همچون صدای «زار زدن زنانه» در آلبوم‌های استودیویی و همچنین اجراهای زنده خود استفاده کرد. در سال ۱۹۹۵ با بهره‌گیری از این تکنیک و با همکاری مانوئل گوتشینگ به عنوان نوازنده گیتار، آلبوم «در غم» * را منتشر کرد. در این دهه او تعداد زیادی از قطعات منتشر نشده‌استودیویی و زنده خود را بر روی چند مجموعه سی دی منتشر کرد.

### دهه ۲۰۰۰
در این دهه شولتز بیشتر به ترکیب عناصر موسیقی جز، کلاسیک، ترنس و تکنو پرداخت. او همچنین به همراه لیزا جرارد به عنوان خواننده، یک آلبوم استودیویی و دو آلبوم اجرای زنده را منتشر کرد.

## ریچارد وانفرید
ریچارد وانفرید (به انگلیسی: Richard Wahnfried) یا به اختصار «وانفرید» (بعد از سال ۱۹۹۳)، تنها نام مستعار هنری شناخته شده کلاوس شولز است، که به عنوان پروژه جانبی، بین سال‌های ۱۹۷۹ و ۱۹۹۷، هفت آلبوم را منتشر کرده‌است.
از مشخصه‌های اصلی موسیقی وانفرید (بر خلاف آثار معمول شولتز) می‌توان به:
- گرایش به به سبک‌های معمول موسیقی راک، ترنس و تکنو
- همکاری بیشتر با نوازنده‌های شناخته شده و گاه نا شناخته، در کنار نوازندگی سینت سایزر شولتز

نام "ریچارد وانفرید" نشان از علاقه اوست به موسیقیدان آلمانی ویلهلم ریچارد واگنر:
- ریچارد، (که ناگفته مشهود است) نام میانی واگنر است. شولتز، همچنین این نام را برای نام اولین فرزند پسر خود برگزید.
- وانفرید (در آلمانی به معنی "آرامش در نتیجه توهم یا جنون" می‌باشد) نامیست که واگنر برای ویلای خود واقع در بایرویت، آلمان برگزید، جایی که بعدها واگنر در آن به خاک سپرده شد. علاقه شولتز نسبت به واگنر، به سال‌های قبل از شروع پروژه "وانفرید" برمیگردد. او در آلبوم "باد زمان" * که در سال ۱۹۷۵ به بازار آمد، آهنگی بانام "وانفرید ۱۸۸۳" * ساخته بود (اشاره به مرگ و محل خاک سپاری واگنر در سال ۱۸۸۳). آهنگ دیگر این آلبوم نیز "بازگشت بایرویت" * نام دارد. بعد از سال ۱۹۹۳ آلبوم‌های ریچارد وانفرید، تنها تحت عنوان "وانفرید" منتشر شدند، با اشاره به نام "کلاوس شولتز" به عنوان تهیه‌کننده یا آهنگساز افتخاری.

## مرگ
شولتز در ۲۶ آوریل ۲۰۲۲در پی یک بیماری طولانی درگذشت. آخرین آلبوم او «خدا آراکیس» تاریخ انتشار ۱۰ ژوئن بود.

## آلبوم‌ها

### استودیو و اجرای زنده
| نام آلبوم                            | سال انتشار |
| ------------------------------------ | ---------- |
| ۱. Irrlicht                          | ۱۹۷۲       |
| ۲. Cyborg                            | ۱۹۷۳       |
| ۳. Blackdance                        | ۱۹۷۴       |
| ۴. Picture Music                     | ۱۹۷۵       |
| ۵. Timewind                          | ۱۹۷۵       |
| ۶. Moondawn                          | ۱۹۷۶       |
| ۷. Body Love-soundtrack              | ۱۹۷۷       |
| ۸. Mirage                            | ۱۹۷۷       |
| ۹. Body Love Vol. 2                  | ۱۹۷۷       |
| ۱۰. "X"                              | ۱۹۷۸       |
| ۱۱. Dune                             | ۱۹۷۹       |
| ۱۲. ...Live...                       | ۱۹۸۰       |
| ۱۳. Dig It                           | ۱۹۸۰       |
| ۱۴. Trancefer                        | ۱۹۸۱       |
| ۱۵. Audentity                        | ۱۹۸۳       |
| ۱۶. Dziekuje Poland Live '83         | ۱۹۸۳       |
| ۱۷. Angst-soundtrack                 | ۱۹۸۴       |
| ۱۸. Inter*Face                       | ۱۹۸۵       |
| ۱۹. Dreams                           | ۱۹۸۶       |
| ۲۰. En=Trance                        | ۱۹۸۸       |
| ۲۱. Miditerranean Pads               | ۱۹۹۰       |
| ۲۲. The Dresden Performance-live     | ۱۹۹۰       |
| ۲۳. Beyond Recall                    | ۱۹۹۱       |
| ۲۴. Royal Festival Hall Vol. 1-live  | ۱۹۹۲       |
| ۲۵. Royal Festival Hall Vol. 2-live  | ۱۹۹۲       |
| ۲۶. The Dome Event-live              | ۱۹۹۳       |
| ۲۷. Le Moulin de Daudet-soundtrack   | ۱۹۹۴       |
| ۲۸. Goes Classic                     | ۱۹۹۴       |
| ۲۹. Totentag                         | ۱۹۹۴       |
| ۳۰. Das Wagner Desaster-Live         | ۱۹۹۴       |
| ۳۱. In Blue                          | ۱۹۹۵       |
| ۳۲. Are You Sequenced?               | ۱۹۹۶       |
| ۳۳. Dosburg Online                   | ۱۹۹۷       |
| ۳۴. Live @ KlangArt 1-Live           | ۲۰۰۱       |
| ۳۵. Live @ KlangArt 2-Live           | ۲۰۰۱       |
| ۳۶. Moonlake                         | ۲۰۰۵       |
| ۳۷. Vanity of Sounds                 | ۲۰۰۵       |
| ۳۸. The Crime of Suspense            | ۲۰۰۶       |
| ۳۹. Ballett 1                        | ۲۰۰۶       |
| ۴۰. Ballett 2                        | ۲۰۰۶       |
| ۴۱. Ballett 3                        | ۲۰۰۷       |
| ۴۲. Kontinuum                        | ۲۰۰۷       |
| ۴۳. Ballett 4                        | ۲۰۰۷       |
| ۴۴. Farscape                         | ۲۰۰۸       |
| ۴۵. Rheingold                        | ۲۰۰۸       |
| ۴۶. Dziekuje Bardzo                  | ۲۰۰۹       |
| ۴۷. Big In Japan: Live In Tokyo 2010 | ۲۰۱۰       |

### با نام ریچارد وانفراید
| نام آلبوم                           | سال انتشار |
| ----------------------------------- | ---------- |
| ۱. Time Actor                       | ۱۹۷۹       |
| ۲. Tonwelle                         | ۱۹۸۱       |
| ۳. Megatone                         | ۱۹۸۴       |
| ۴. Miditation                       | ۱۹۸۶       |
| ۵. Trancelation                     | ۱۹۹۴       |
| ۶. Trance Appeal                    | ۱۹۹۶       |
| ۷. Drums 'n' Balls (The Gancha Dub) | ۱۹۹۷       |

### مجموعه سی دی‌ها
| نام آلبوم                | تعداد سی دی‌ها | سال انتشار |
| ------------------------ | ------------- | ---------- |
| ۱. Siver Edition         | ۱۰            | ۱۹۹۳       |
| ۲. Historic Edition      | ۱۰            | ۱۹۹۵       |
| ۳. Jubilee Edition       | ۲۵            | ۱۹۹۷       |
| ۴. The Ultimate Edition  | ۵۰۱           | ۱۹۹۳       |
| ۵. Conetmporary Works I  | ۱۰            | ۲۰۰۰       |
| ۶. Conetmporary Works II | ۵۲            | ۲۰۰۲       |

یادداشت
^  شامل Siver Edition ,Historic Edition ,Jubilee Edition و ۵ سی دی دیگر.
^  به‌علاوهٔ یک سی دی جایزه که تنها ۳۳۳ کپی رسمی از آن منتشر شده‌است.

### نیمه تاریک موگ
این پروژه محصول همکاری مشترک کلاوس شولتز و پیت نملوک * است (و بیل لسول * در شماره‌های ۴ و ۷ این پروژه). اسامی آلبوم‌ها تغییر یافته اسامی آلبوم‌ها و آهنگ‌های گروه پینک فلوید هستند.
| نام آلبوم                                                                  | سال انتشار | نام پینک فلویدی                                             |
| -------------------------------------------------------------------------- | ---------- | ----------------------------------------------------------- |
| The Dark Side of the Moog: Wish You Were There                             | ۱۹۹۴       | Wish You Were Here                                          |
| The Dark Side of the Moog II: A Saucerful of Ambience                      | ۱۹۹۴       | A Saucerful of Secret                                       |
| The Dark Side of the Moog III: Phantom Heart Brother                       | ۱۹۹۵       | Atom Heart Mother                                           |
| The Dark Side of the Moog IV: Three Pipers at the Gates of Dawn            | ۱۹۹۶       | A Piper At the Gates of Dawn                                |
| The Dark Side of the Moog V: Psychedelic Brunch                            | ۱۹۹۶       | Alan's Psychedelic Breakfast                                |
| The Dark Side of the Moog VI: The Final DAT                                | ۱۹۹۷       | The Final Cut                                               |
| The Dark Side of the Moog VII: Obscured by Klaus                           | ۱۹۹۸       | Obscured by Clouds                                          |
| The Dark Side of the Moog VIII: Careful With the AKS, Peter                | ۱۹۹۹       | Careful with That Axe, Eugene                               |
| The Dark Side of the Moog IX: Set the Controls for the Heart of the Mother | ۲۰۰۲       | Set the Controls for the Heart of the Sun Atom Heart Mother |
| The Dark Side of the Moog X: Astro Know Me Domina                          | ۲۰۰۵       | Astronomy Domine                                            |
| The Dark Side of the Moog XI: The Heart of Our Nearest Star                | ۲۰۰۸       | Set the Controls for the Heart of the Sun                   |

### همکاری با دیگران
| سال انتشار | نام آلبوم                           | همکارها                         |
| ---------- | ----------------------------------- | ------------------------------- |
| ۱۹۷۰       | Electronic Meditation               | تنجرین دریم                     |
| ۱۹۷۱       | Ash Ra Tempel                       | Ash Ra Tempel                   |
| ۱۹۷۳       | Tarot                               | Walter Wegmüller                |
| ۱۹۷۳       | Lord Krishna von Goloka             | Sergius Golowin                 |
| ۱۹۷۴       | The Cosmic Jokers                   | The Cosmic Jokers               |
| ۱۹۷۴       | Planeten Sit-In                     | The Cosmic Jokers               |
| ۱۹۷۴       | Galactic Supermarket                | The Cosmic Jokers               |
| ۱۹۷۴       | Sci Fi Party                        | The Cosmic Jokers               |
| ۱۹۷۴       | Gilles Zeitschiff                   | The Cosmic Jokers               |
| ۱۹۷۴       | Planet of Man                       | Code III                        |
| ۱۹۷۶       | Go                                  | Go                              |
| ۱۹۷۶       | Go Live from Paris                  | Go                              |
| ۱۹۷۷       | Go Too                              | Go                              |
| ۱۹۷۹       | French Skyline                      | Earthstar                       |
| ۱۹۸۴       | Aphrica                             | Rainer Bloss و Ernst Fuchs      |
| ۱۹۸۴       | Drive Inn                           | Rainer Bloss                    |
| ۱۹۸۴       | Transfer Station Blue               | Michael Shrieve و Kevin Shrieve |
| ۱۹۸۷       | Babel                               | Andreas Grosser                 |
| ۲۰۰۰       | Friendship                          | Ash Ra Tempel                   |
| ۲۰۰۰       | Gin Rosé at the Royal Festival Hall | Ash Ra Tempel                   |
| ۲۰۰۹       | Come Quietly                        | لیزا جرارد                      |

### آهنگهای تکی
این آهنگ‌ها در هیچ‌یک از آلبوم‌های کلاوس شولتز منتشر نشده‌اند.
| نام آهنگ                | سال انتشار |
| ----------------------- | ---------- |
| Macksy                  | ۱۹۸۵       |
| Berlin 1                | ۱۹۸۶       |
| Unikat                  | ۱۹۸۹       |
| Face of Mae West        | ۱۹۹۰       |
| Große Gaukler Gottes    | ۱۹۹۴       |
| Vas Insigne Electionis  | ۱۹۹۴       |
| Conquest Of Paradise    | ۱۹۹۴       |
| Soirée Académique       | ۱۹۹۶       |
| Les Bruits des Origines | ۱۹۹۶       |
| Dédié à Hartmut         | ۱۹۹۶       |
| Ooze Away               | ۱۹۹۶       |
| Ein würdiger Abschluß   | ۱۹۹۶       |
| Dreieinhalb Stunden     | ۱۹۹۶       |
| Himmel und Erde         | ۱۹۹۶       |
| Der vierte Kuss         | ۱۹۹۶       |
| The Schulzendorf Groove | ۱۹۹۸       |
| Manikin Jubilee         | ۲۰۰۲       |
| Schrittmacher           | ۲۰۰۴       |
| Zenit۳                  | ۲۰۰۸       |
| Invisible Musik         | ۲۰۰۸       |
| Hommage à Polska۴       | ۲۰۰۹       |

یادداشت
^  در آلبوم Sehnsucht از گروه شیلر *
^  به‌همراه لیزا جرارد
پاورقی‌ها
1. ^ Tangerine Dream
2. ^ Ash Ra Tempel
3. ^ Edgar Froese
4. ^ Conrad Schnitzler
5. ^ Electronic Meditation
6. ^ Manuel Göttsching
7. ^ Irrlicht
8. ^ Cyborg
9. ^ EMS Synthi A
10. ^ Moondawn
11. ^ Moog Modular
12. ^ Mirage
13. ^ Dune
14. ^ Arthur Brown
15. ^ Shadows of Ignorance
16. ^ Stumo Yamashta
17. ^ Michael Shrieve
18. ^ Steve Winwood
19. ^ Al DiMeola
20. ^ Blackdance
21. ^ Trancefer
22. ^ Minimoog
23. ^ Dig It
24. ^ Sequencing
25. ^ Audentity
26. ^ Angst
27. ^ Gerald Kargl
28. ^ Sequencer
29. ^ Sampling
30. ^ In Blue
31. ^ TImwind
32. ^ Wahnfried ۱۸۸۳
33. ^ Bayreuth Return
34. ^ Pete Namlook
35. ^ Bill Laswell
36. ^ Schiller